# Maksym (Ukraina)
Maksym (ukr. Максим) – wieś na Ukrainie, w obwodzie czernihowskim, w rejonie czernihowskim, w hromadzie Honczariwśke. W 2001 liczyła 304 mieszkańców.